# Antoine Bochard de Champigny
Pour les articles homonymes, voir Bochard et Champigny.
Ne doit pas être confondu avec Antoine Bouchard (homonymie).
Antoine Bochard, comte de Champigny, né vers 1650 et mort à Paris le 13 octobre 1720, est un officier de marine français des XVIIe et XVIIIe siècles. Il sert dans la Marine royale pendant le règne de Louis XIV et au début de celui de Louis XV. Il prend part à la guerre de Hollande, à la guerre de la Ligue d'Augsbourg et à la guerre de Succession d'Espagne et termine sa carrière au grade de lieutenant général des armées navales, commandeur de l'ordre de Saint-Louis.

## Biographie

### Origines et famille
Il est le quatrième fils de Jean Bochart de Champigny de Noroy,  maître des requêtes devenu intendant de province (mort en 1691), et de Marie de Boivin de Vaurouy (morte en 1659), mariés en 1639 à Paris. Il descend d'une famille de la noblesse de robe, son arrière-grand-père est le président de Champigny et son grand-père est conseiller au Parlement de Paris.

### Carrière dans la Marine royale
Il entre jeune dans la Marine royale. Il intègre une compagne de gardes de la Marine en 1670. Il sert pendant la guerre de Hollande (1672-1678). En 1677, il est lieutenant de vaisseau, lorsqu'il fait partie des officiers détachés de l'escadre du comte d'Estrées pour l'attaque de l'île de Cayenne. Le 3 mars, il est blessé d'un éclat au travers de la cuisse à la prise de Tabago sur les Hollandais.
Il sert à nouveau pendant la guerre de la Ligue d'Augsbourg. En 1689, il commande le vaisseau du Roi le Solide, lorsque celui-ci est séparé de l'escadre du chevalier de Tourville. Il rentre dans le port de Brest le 6 août. En 1696, commandant le vaisseau Le Content, il s'empare d'un navire ennemi. Il fait deux autres prises en 1697. Le 11 décembre 1697, il commande le vaisseau L'Entreprenant, lorsqu'il est attaqué par un vaisseau hollandais auquel il répond par « une décharge générale qui l'expose à périr ». L'année suivante, alors qu'il est en vue des côtes de Gibraltar, avec sous ses ordres de Duquesne-Monier, il attaque deux navires ennemis dont les Français se rendent maître après un combat des plus vifs. Duquesne-Monier a le bras emporté dans cette action. 
En 1702, il est fait capitaine de vaisseau à 1 500 livres de pension. Il est fait chef d'escadre de la province de Roussillon lors de la promotion du 27 septembre 1707. Nommé conseiller au Conseil de marine, il est fait commandeur de l'ordre royal et militaire de Saint-Louis en 1716. 
En mars 1720, il est élevé au grade de lieutenant général des armées navales, un grade laissé vacant à la mort du commandeur de Bellefontaine. Le comte de Champigny meurt à Paris le 13 octobre 1720, dans sa soixante-dixième année, dont quarante ans dans la Marine.

## Mariage et descendance
Son neveu, Jacques-Charles Bochard de Champigny servira comme lui dans la Marine royale. Chef d'escadre, il sera gouverneur de la Martinique et des Isles sous le Vent.

### Sources et bibliographie
- Michel Vergé-Franceschi, Les Officiers généraux de la Marine royale : 1715-1774, Librairie de l'Inde, 1990, p. 2084 et suiv.
- Théophraste Renaudot, Gazette de France, vol. 1 (lire en ligne), p. 346-347